# Mnesictena
Mnesictena is een geslacht van vlinders uit de familie van de grasmotten (Crambidae), uit de onderfamilie van de Spilomelinae. De wetenschappelijke naam van dit geslacht is voor het eerst voorgesteld door Edward Meyrick in een publicatie uit 1884. Meyrick beschreef ook de eerste soort uit het geslacht, Mnesictena marmarina uit Nieuw-Zeeland, die als typesoort is aangeduid.
De soorten van dit geslacht komen alleen in Nieuw-Zeeland voor.

## Soorten
- M. adversa (Philpott, 1917)
- M. antipodea (Salmon, 1956)
- M. daiclesalis (Walker, 1859)
- M. flavidalis (Doubleday, 1843)
- M. marmarina Meyrick, 1884
- M. notata (Butler, 1879)
- M. pantheropa (Meyrick, 1884)